# Keuruu
Keuruu (in svedese Keuru) è una città finlandese di 9250 abitanti, situata nella regione della Finlandia Centrale.
Qua è nato il politico Kalevi Sorsa. 

## Amministrazione

### Gemellaggi
- Jõgeva
- Szarvas